# Municipio de Allen (condado de Ottawa)
El municipio de Allen (en inglés: Allen Township) es un municipio ubicado en el condado de Ottawa en el estado estadounidense de Ohio. En el año 2010 tenía una población de 3780 habitantes y una densidad poblacional de 57,78 personas por km².

## Geografía
El municipio de Allen se encuentra ubicado en las coordenadas 41°35′24″N 83°21′26″O / 41.59000, -83.35722. Según la Oficina del Censo de los Estados Unidos, el municipio tiene una superficie total de 65.43 km², de la cual 65,43 km² corresponden a tierra firme y (0 %) 0 km² es agua.

## Demografía
Según el censo de 2010, había 3780 personas residiendo en el municipio de Allen. La densidad de población era de 57,78 hab./km². De los 3780 habitantes, el municipio de Allen estaba compuesto por el 97,54 % blancos, el 0,37 % eran afroamericanos, el 0,16 % eran amerindios, el 0,34 % eran asiáticos, el 0,63 % eran de otras razas y el 0,95 % eran de una mezcla de razas. Del total de la población el 3,02 % eran hispanos o latinos de cualquier raza.